# Course Paris-Versailles
La course Paris-Versailles est une course pédestre qui se dispute entre Paris et Versailles en France, chaque année, le dernier dimanche matin de septembre. Organisée par Paris-Versailles Association, elle se déroule sur un parcours de 16,2 km, du pied de la Tour Eiffel jusqu'au château de Versailles, via Issy-les-Moulineaux, Meudon, Chaville, Vélizy-Villacoublay, Viroflay et traverse la forêt de Meudon sur 6 km.
La 45e édition s'est déroulée le 29 septembre 2024.

## Association
Fondée en 1979 sous le nom de Groupement Sportif Versaillais, l'association loi de 1901 avait pour objet de resserrer les liens entre les associations sportives et de contribuer à l'animation de la ville de Versailles. Elle est présidée par Lucien Forsans de 1979 à 1989, année où il meurt. Jean-Marc Fresnel est alors élu président.
En 1991, les statuts de l'association sont modifiés et elle change de nom pour devenir Paris-Versailles Association et a pour objet d'organiser la course pédestre Paris-Versailles, surnommée La Grande Classique. L'association a déposé les marques Paris-Versailles et Paris-Versailles La Grande Classique auprès de l'Institut national de la propriété industrielle.

## Parcours
La Grande Classique est célèbre pour son parcours atypique et exigeant. Après 6 km très plats en bord de Seine, le parcours emprunte la fameuse côte des Gardes. Cette pente pouvant atteindre par endroit jusqu'à 9 % et longue de 2,1 km représente la principale difficulté. L'enchaînement de la côte du cimetière et des derniers 2 km sont également redoutés car ils se courent sur l'avenue de Paris, très large (et donc généralement venteuse) en faux plat montant souvent qualifiée d'interminable, après une côte courte mais assez raide, en fin de parcours. Les principales difficultés sont donc concentrées durant la deuxième moitié de parcours, contribuant à la renommée de cette course.
Détail du parcours :
- Départ de Paris, au pied de la Tour Eiffel
- Issy Les Moulineaux, par les quais de la Seine
- Meudon, avec la célèbre Côte des Gardes et son parcours forestier
- Chaville, en bas de la descente des fonds de la chapelle
- Vélizy et Viroflay, une longue ligne droite vallonnée et en sous-bois
- Arrivée à Versailles, avenue de Paris, face au château de Versailles

## Palmarès
: Record de l'épreuve
| Année | Vainqueur (Homme)        | Pays           | Temps       | Vainqueur (Femme)        | Pays     | Temps          | Inscrits | Arrivants |
| ----- | ------------------------ | -------------- | ----------- | ------------------------ | -------- | -------------- | -------- | --------- |
| 2022  | Justin Dourlens          | France         | 53 min 1 s  | Anaïs Quemener           | France   | 58 min 57 s    | 25 000   | 20 086    |
| 2019  | Julien Devanne           | France         | 52 min 0 s  | Laura Lindekens          | France   | 1 h 1 min 35 s | 25 000   | 21 814    |
| 2018  | Abraham Niyonkuru        | Burundi        | 51 min 31 s | Chaka Kera               | Éthiopie | 1 h 1 min 35 s | 25 000   | 21 432    |
| 2017  | Getinet Gemadu           | Éthiopie       | 52 min 50 s | Chaltu Dida Negasa       | Éthiopie | 58 min 13 s    | 25 000   | 22 174    |
| 2016  | Stephen Ogari            | Kenya          | 49 min 59 s | Etagegn Woldu Mamo       | Éthiopie | 55 min 19 s    | 25 000   | 21 432    |
| 2015  | David Fikasu Admassu     | Éthiopie       | 47 min 42 s | Sutume Kebede            | Éthiopie | 54 min 20 s    | 25 000   | 22 040    |
| 2014  | Mule Wasihun Lakewu      | Éthiopie       | 47 min 42 s | Rkia El Moukim           | Maroc    | 52 min 25 s    | 25 000   | 21 919    |
| 2013  | Mule Wasihun Lakewu      | Éthiopie       | 47 min 2 s  | Sarah Chepchirchir       | Kenya    | 53 min 28 s    | 25 000   | 21 565    |
| 2012  | Tebalu Zawude            | Éthiopie       | 47 min 1 s  | Cynthia Jerotich         | Kenya    | 54 min 58 s    | 24 805   | 21 264    |
| 2011  | Atsedu Tsegay            | Éthiopie       | 47 min 39 s | Haftu Goitetum           | Éthiopie | 53 min 41 s    | 24 258   | 20 745    |
| 2010  | Abdellatif Meftah        | France         | 48 min 42 s | Meriem Wangari (en)      | Kenya    | 56 min 9 s     | 22 381   | 18 948    |
| 2009  | Mohamed El Hachimi (en)  | Maroc          | 46 min 4 s  | Meriem Wangari (en)      | Kenya    | 55 min 0 s     | 20 588   | 17 885    |
| 2008  | Joseph Maregu            | Kenya          | 46 min 45 s | Meriem Wangari (en)      | Kenya    | 55 min 56 s    | 17 000   | 13 679    |
| 2007  | Joseph Maregu            | Kenya          | 46 min 38 s | Meriem Wangari (en)      | Kenya    | 55 min 53 s    | 21 400   | 17 827    |
| 2005  | Wesley Ochoro            | Kenya          | 49 min 0 s  | Irina Permitta           | Russie   | 56 min 14 s    | 20 259   | 18 241    |
| 2003  | Francis Komu             | Kenya          | 48 min 39 s | Margareth Maury-Kerubo   | France   | 55 min 19 s    | 21 209   | 19 330    |
| 2002  | Gebremehidin Gebremarian | Kenya          | 48 min 37 s | Isabella Ochichi         | Kenya    | 53 min 52 s    | 20 120   | 15 038    |
| 2001  | Francis Komu             | Kenya          | 48 min 33 s | Isabella Ochichi         | Kenya    | 54 min 13 s    | 19 069   | 16 289    |
| 2000  | Francis Komu             | Kenya          | 48 min 45 s | Isabella Ochichi         | Kenya    | 54 min 35 s    | 21 027   | 16 440    |
| 1999  | Alen Emire               | Éthiopie       | 48 min 41 s | Chantal Dallenbach       | France   | 55 min 58 s    | 20 159   | 14 970    |
| 1998  | Hendrick Ramaala         | Afrique du Sud | 47 min 43 s | Alina Tecuta-Gherasim    | Roumanie | 55 min 4 s     | 25 452   | 19 633    |
| 1997  | Lahoucine Mrikik         | Maroc          | 48 min 8 s  | Lucia Subano             | Kenya    | 54 min 38 s    | 25 812   | 20 051    |
| 1996  | Hussein Ahmed Salah      | Djibouti       | 48 min 11 s | Irina Kazakova           | France   | 56 min 5 s     | 25 034   | 20 498    |
| 1995  | Hassan El Ahmadi         | Maroc          | 48 min 33 s | Judit Nagy (en)          | Hongrie  | 56 min 38 s    | 29 017   | 22 237    |
| 1994  | Vincent Rousseau         | Belgique       | 49 min 2 s  | Olga Bondarenko          | Russie   | 55 min 46 s    | 26 975   | 21 779    |
| 1993  | Robert Stevko            | Slovaquie      | 48 min 34 s | Maria Conceicao Ferreira | Portugal | 54 min 18 s    | 25 200   | 20 992    |
| 1992  | Juvenal Ribeiro          | Portugal       | 49 min 23 s | Bettina Sabatini         | Italie   | 58 min 23 s    | 24 000   | 19 892    |